# Kiselevo, Montana
Kiselevo (în bulgară Киселево) este un sat în comuna Brusarți, regiunea Montana,  Bulgaria. 

## Demografie
Componența etnică a satului Kiselevo
     Romi (2,92%)
     Bulgari (96,09%)
     Nicio identificare (0,97%)
     Altele (0%)
La recensământul din 2011, populația satului Kiselevo era de 205 locuitori. Din punct de vedere etnic, majoritatea locuitorilor (96,09%) erau bulgari, cu o minoritate de romi (2,92%). Pentru 0,97% din locuitori nu este cunoscută apartenența etnică.